# Didymoctenia disposita
Didymoctenia disposita là một loài bướm đêm trong họ Geometridae.